# Velká tržnice (Budapešť)
Velká tržnice (maďarsky Központi Vásárcsarnok, doslova též Ústřední tržnice) je historická krytá tržnice, která stojí v hlavním městě Maďarska, Budapešti, v blízkosti Mostu svobody, na jeho pešťské straně, na náměstí Fővám tér.
Budova, která patří mezi turisty často navštěvovanou, vznikla v letech 1894 až 1896 podle návrhu architekta a univerzitního profesora Samu Pecze. Nápadná je hlavně střecha pokrytá keramickými taškami z pécsské továrny Zsolnay. Rekonstruována byla po druhé světové válce a poté ještě jednou v 90. letech 20. století, po několika desítkách let nedostatečné údržby v dobách komunistického režimu.